# Calamus ruvidus
Calamus ruvidus är en enhjärtbladig växtart som beskrevs av Odoardo Beccari. Calamus ruvidus ingår i släktet Calamus och familjen Arecaceae. Inga underarter finns listade i Catalogue of Life.